# Marliese Alfken
Marliese Alfken (* 29. Oktober 1933 in Goslar; † 12. Juli 2016) war eine deutsche Politikerin der SPD.

## Leben und Beruf
Nach dem Abitur und dem Besuch der Höheren Handelsschule ließ sich Alfken, die evangelischen Glaubens war, an der Berlitz School zur Fremdsprachenkorrespondentin ausbilden. Anschließend war sie bei verschiedenen Unternehmen im kaufmännischen Bereich und als Übersetzerin tätig.

## Partei
Alfken trat im Jahr 1974 der Ostpolitik Willy Brandts wegen in die SPD ein. Noch im selben Jahr wurde sie in den Vorstand des Kreisverbandes Stormarn gewählt, in den 1990er Jahren war sie zeitweise stellvertretende Kreisvorsitzende. In den Jahren 1981 bis 1987 gehörte sie dem Landesvorstand der SPD in Schleswig-Holstein an. Sie war Mitglied des Ortsvorstandes in Barsbüttel.

## Abgeordnete
Alfken gehörte von 1978 bis 1988 dem Kreistag im Kreis Stormarn an. Von 1988 bis 1992 und erneut vom 19. Oktober 1992, als sie für Helmut Mikelskis nachrückte, bis 1996 war sie Landtagsabgeordnete in Schleswig-Holstein. Im Kieler Landtag war sie wohnungsbaupolitische Sprecherin der SPD-Fraktion. Der Landtag wählte sie, obwohl sie damals noch keine Abgeordnete war, zum Mitglied der achten Bundesversammlung, die am 23. Mai 1984 Richard von Weizsäcker zum Bundespräsidenten wählte. In den Jahren 2001 bis 2003 war sie Gemeindevertreterin in Barsbüttel.